# Valdas Adamkus

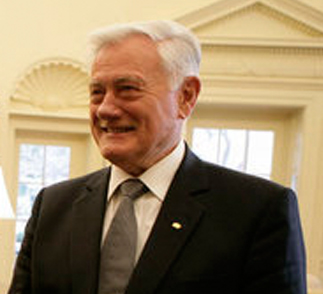
Valdas Adamkus

Valdas Adamkus (ered. Valdemaras Adamkevičius) (Kaunas, 1926. november 3. –) Litvánia elnöke, először 1998-2003 között, majd miután az őt követő Rolandas Paksast korrupciós ügyek miatt a parlament alkotmányos vádemelési eljárás során elmozdította hivatalából, új választást írtak ki, amelyet Adamkus nyert meg, így 2004. július 12-én elkezdhette második hivatali ciklusát. A 2009-es elnökválasztáson nem indult el, azt Dalia Grybauskaitė nyerte.
Felesége, Alma Adamkienė különféle jótékonysági akciókban vesz részt.

## Élete
Kaunasban született római katolikus családban. Apja az újonnan létrejött Litvánia légierejének iskoláját igazgatta. Ő maga fiatalon szovjetellenes földalatti ellenállási mozgalmakban vett részt. A második világháború alatt a szovjet megszállás elől családjával együtt Németországba menekült, és Münchenben a Lajos–Miksa Egyetem hallgatója volt 1949-ig, amikor az Egyesült Államokba emigrált. Az öt nyelven (litván, lengyel, angol, orosz, német) beszélő Adamkus az 1950-es években az amerikai hadsereg egy katonai hírszerző csoportjánál szolgált.
Miután Chicagóba költözött, műszaki rajzolóként dolgozott egy autógyárban. 1960-ban építőmérnöki diplomát szerzett az Illinois Institute of Technology-n. Diákként – más amerikai litvánokkal együtt – részt vett annak a 40 000 aláírásnak az összegyűjtésében, amelyet Richard Nixon akkori alelnöknek nyújtottak be, hogy az amerikai kormány tegyen lépéseket a litvánok Szibériába történő deportálása ellen. 1958-ban Dag Hammarskjöld ENSZ-főtitkár, 1962-ben John F. Kennedy amerikai elnök figyelmét hívta fel a megszállt Litvániában folyó szovjet tevékenységekre.
2003 óta az UNESCO jószolgálati nagykövete.